# Polyvinylchlorid
 For alternative betydninger, se PVC (band).
Polyvinylchlorid, forkortet PVC og i daglig tale ofte vinyl, er en polymer af klorethen, vinylklorid, ClHC=CH2. Polymeren får formlen: [-C(ClH)-CH2-]n.
PVC er et af de mest anvendte plastmaterialer. På globalt plan var det årlige forbrug i 2021 opgjort til 50 millioner tons. I Europa er forbruget omkring 5 millioner tons, hvilket svarer til 10 % af det samlede plastforbrug. PVC-forbruget i verden er stigende med højeste stigningstakt i udviklingslandene. PVC anvendes til at fremstille mange forskellige typer af produkter lige fra store kloakrør til små medicinske slanger. PVC er det mest anvendte plastmateriale i byggeriet. Omkring 70 % af det samlede PVC-forbrug bliver således anvendt til fremstilling af blandt andet rør, gulve, døre, vinduer, kabler og kabelbakker. PVC er desuden den mest anvendte plasttype til medicinsk engangsudstyr såsom blodposer, iltmasker og slanger.
Hvor andre plastmaterialer hovedsageligt fremstilles af råolie, fremstilles PVC ved hjælp af råolie og salt (natriumklorid). Til produktionen bruges 57 % salt og 43 % olie.
PVC er kendetegnet ved lang holdbarhed, alsidighed, lav pris og genanvendelighed. Fx kan PVC-rør holde i 100 år eller mere og genanvendes op til ti gange, uden forringelse af de tekniske egenskaber og uden tilsætning af ny råvare. Der genanvendes årligt 730.000 tons PVC i Europa gennem VinylPlus.

## Egenskaber
Klors store elektronegativitet medfører, at PVC er et stift materiale, da polymerer ikke så let kan forskyde sig i forhold til hinanden. Dette kan afhjælpes ved at til sætte blødgørere, upolære stoffer, ofte aromatiske ringe i form af phthalater. PVC'en vil 'svede' disse blødgørere ud og med tiden blive stift.
PVC-produkter kan groft opdeles i to hovedgrupper. Hård PVC og blød PVC. Eksempler på hårde PVC-produkter er rør, vinduer, kabelbakker og profiler. Bløde PVC-produkter er fx gulve, kabler, medicinsk udstyr og presenninger. Hård PVC udgør omkring to trediedele af PVC-forbruget, mens resten er bløde eller fleksible produkter, som de også kaldes. Kun de bløde PVC-produkter indeholder blødgørere, som der findes forskellige typer af. Mest almindelige er ftalater, som der inden for de senere år er udviklet flere alternativer hertil. Man skelner mellem klassificerede, dvs. farlige, ftalater og ikke-klassificerede ftalater. Der er i de seneste årtier sket et markant skred bort fra de klassificerede ftalater i Europa. Det er mængden af blødgørere, der afgør, hvor blødt et blødt PVC-produkt er. Jo mere blødgører, der tilsættes PVC’en, desto mere blødt bliver produktet. En medicinsk slange i PVC indeholder således mere blødgører end et PVC-gulv (vinylgulv).

## Miljøpåvirkninger og giftighed
PVC er i sig selv et inert og ugiftigt materiale. Det er tilsætningsstofferne, der kan være sundhedsmæssigt problematiske. Særligt klassificerede (farlige) ftalater og tungmetaller har været i fokus. Klassificerede ftalater anvendes stort set ikke længere i Europa. Tungmetaller, især bly, blev tidligere anvendt som såkaldt stabilisator. Siden 2002 har det været forbudt at anvende bly i Danmark. I Europa blev bly endeligt udfaset ved udgangen af 2015. Plast indeholder mange forskellige stoffer, men når ren PVC brænder, vil det afgive CO2, H2O og klorgas. Klor reagerer med vanddamp og danner saltsyre, som i større mængder er skadeligt i naturen. Det var en effekt,man brugte under 1. verdenskrigs gasangreb, hvor kloren gik i forbindelse med fugten i øjne og lunger. Soldaterne blev blinde og fik lungeskader. Hvis der udbryder ildebrand i huse, færger og biler med PVC-interiør, vil ofre, brandfolk og naboer udsættes for giftige gasser. I forbrændingsanlæg kan kloren neutraliseres ved brug af kalk for at undgå forsuring af naturen. Nogle studier viser, at større mængder PVC i affald fører til højere udslip af giftige dioxiner på forbrændingsanlæg.
For at finde ud af om genstande indeholder PVC, kan man, i visse tilfælde, udføre kobbertrådstesten.

## Affaldshåndtering og genanvendelse
I Danmark har man indsamlet og genanvendt hårde PVC-byggeprodukter i mange år. Den danske rørbranche har således indsamlet PVC-rør til genanvendelse siden 1980’erne. Men først i 1998, da genanvendelsesselskabet WUPPI A/S blev stiftet, blev indsamlingen og genanvendelsen af PVC i større omfang sat i system med en landsdækkende ordning. Nu var det ikke længere kun rør, der blev indsamlet, men stort set alle de hårde PVC-byggeprodukter.
Bag WUPPI står hovedparten af den samlede danske branche af producenter og importører af hårde PVC-byggeprodukter. WUPPI er et non-profit selskab, hvilket betyder, at ordningens brugere og aktionærerne i selskabet i fællesskab dækker de udgifter, der er forbundet med indsamlingen og genanvendelsen af den hårde PVC i Danmark.
Også i resten af Europa  genanvendes PVC. I 2000 underskrev den europæiske PVC-industri den frivillige miljøaftale VinylPlus, der blandt andet indeholder mål for indsamling og genanvendelse. Aftalen er bemærkelsesværdig, fordi den forpligter hele værdikæden af virksomheder, som beskæftiger sig med produktion af PVC. Ud over råvareproducenterne vil det sige producenter af stabilisatorer og blødgørere og ikke mindst de omkring 20.000 europæiske virksomheder, der forarbejder PVC.
Der genanvendes årligt 730.000 tons PVC gennem VinylPlus, og siden 2000 er mere end 6,5 millioner tons blevet genanvendt.
Hvert år udgiver VinylPlus en statusrapport, og der er tilknyttet en uafhængig overvågningskomité Arkiveret 18. november 2021 hos  Wayback Machine, som blandt andet består af repræsentanter fra EU-Kommissionen og Europa-Parlamentet. VinylPlus-programmet anses af EU-Kommissionen for at være en frontløber for den cirkulære økonomi og rollemodel for andre industrisektorer af FN's UNIDO.
VinylPlus tilsluttede sig i 2019 EU-Kommissionens Circular Plastics Alliance, der har som mål, at mindst 10 millioner tons plast genanvendes i nye produkter hvert år i Europa i 2025. VinylPlus har forpligtet sig til at genanvende mindst 1 million tons PVC/år i 2025.
I Danmark er det i dag kun den hårde PVC, der indsamles til genanvendelse. Bløde PVC-produkter sendes til deponi.
Som affald er PVC miljøfarligt og søges så vidt muligt frasorteret til recirkulering. Hvor dette ikke kan lade sig gøre umiddelbart, deponeres affaldet på særlige,0 miljøsikrede depoter med henblik på senere sortering og behandling. Stoffet har genbrugskoden "PVC".
Det er er muligt at genbruge PVC i særlige anlæg. De udvundne stoffer kan bl.a. bruges til at lave genbrugs-PVC.

## Alternativer
I 2000 besluttede Europa-Parlamentet at EU-Kommissionen skulle få udarbejdet en undersøgelse, der ud fra et livscyklusperspektiv skulle sammenligne PVC med alternative materialer. Formålet skulle være at undersøge, om der ud fra en helhedsbetragtning kunne opnås nogle miljømæssige fordele, hvis man substituerer PVC med alternative materialer. Som reaktion på Europaparlamentets beslutning offentliggjorde EU-Kommissionen i 2004 en 320 sider lang rapport med titlen ”Life Cycle Assessment of PVC and of Principal Competing Materials” . Hovedforfatterne til rapporten er fra ”PE Europe” i Stuttgart, men også forskere fra Danmarks Tekniske Universitets Institut for Produktudvikling har været tilknyttet projektet. Forfatterne har vurderet og katalogiseret 230 eksisterende livscyklusanalyser om PVC og alternativer og efterfølgende analyseret 35 af de mest relevante analyser. Langt størstedelen af de eksisterende analyser beskæftiger sig med byggeprodukter. I rapporten understreges det, at livscyklusanalyser bør basere sig på produkter og ikke på materialer. Årsagen hertil er, at materialetilgangen sædvanligvis begrænser sig til kun at beskæftige sig med et trin i livscyklussen, hvilket ifølge rapportens forfattere ikke er dækkende. Alle aspekter ved et produkts levetid skal medtages i analysen. Fordi et materiale i produktionsfasen kun påvirker miljøet i ringe grad, er det ikke nødvendigvis ensbetydende med, at det ud fra en miljømæssig helhedsbetragtning er at foretrække. Brugsfasen er eksempelvis meget afgørende. Hvis et produkt i brugsfasen for eksempel har lav vægt, lang holdbarhed og kun kræver lille vedligehold, så betyder det meget i livscyklusregnskabet. I forbindelse med sammenligningen af PVC-byggeprodukter med alternativer er det særligt det langtidsholdbare aspekt, der har betydning for livscyklusvurderingen. I rapportens konklusion griber forfatterne fat i nogle typiske PVC-byggeprodukter og drager nogle forsigtige konklusioner på baggrund af de analyserede rapporter. I forbindelse med sammenligningen af træ-, aluminiums- og PVC-vinduer hedder det eksempelvis, at materialevalget er af underordnet betydning. Der er således ingen sikker vinder, hvis man kun tager materialet i betragtning. Alle materialetyperne har deres styrker og svagheder, hedder det. Omkring gulve er vurderingen, at linoleumsgulve har en fordel i produktionsfasen, men at vinylgulve til gengæld har en fordel i brugsfasen. Det er således afgørende, at vinylgulve ikke kræver den samme brug af kemikalier ved rengøring som linoleumsgulve. Men rapporten siger, at der kræves mere viden på dette område, førend der kan drages endelige konklusioner. Når det gælder rør, så er analyseresultaterne meget forskelligartede. Nogle undersøgelser ser fordele ved betonrør, mens andre ser fordele ved PVC- og PE-rør. Konklusionen er, at så længe der ikke er tale om rør fremstillet i støbejern, så spiller materialevalget ingen rolle. Det gør det til gengæld, når man taler om nedgravning og lægning af røret. Rapporten siger, at der kan hentes fordele i livscyklusregnskabet, hvis røret bliver lettere, og der anvendes genbrugsmateriale i fremstillingen.
PE-HD (PolyEthylen – High Density), genbrugsmærke 2, kan erstatte hård PVC. PVC kan tåle oxiderende syrer, men er mindre modstandsdygtig over for ketoner, estere og aromatiske kulbrinter. PE-LD (PolyEthylen – Low Density), genbrugsmærke 4, kan erstatte blød PVC og behøver ingen blødgørere. Ved forbrænding afgiver ren PE-HD og PE-LD CO2 og H2O, men ingen klor.